# Drietoma
Drietoma est un village de Slovaquie situé dans la région de Trenčín.

## Histoire
La première mention écrite du village date de 1321.

## Démographie

### Évolution de la population
| Année:               | 1994. | 2004.   | 2014.    | 2024.   |
| -------------------- | ----- | ------- | -------- | ------- |
| Nombre de personnes: | 2028  | 2047    | 2262     | 2187    |
| Différence:          |       | +0,93 % | +10,50 % | -3,31 % |

| Année:               | 2023. | 2024.   |
| -------------------- | ----- | ------- |
| Nombre de personnes: | 2191  | 2187    |
| Différence:          |       | -0,18 % |